# Nina xinesa
Una nina xinesa és una nina feta parcial o enterament de porcellana esmaltada. El nom prové de «Xina», paraula emprada per referir-se a la porcellana xinesa. Col·loquialment, el terme «nina xinesa» és utilitzat per fer referència únicament a les nines de porcellana esmaltada.
Una típica nina xinesa té un cap de porcellana esmaltada amb cabell modelat i pintat, i un cos fet de tela o cuir, variant el rang de mides de 2,5 a 76 cm. Les nines xineses antigues eren principalment fabricades a Alemanya, aproximadament entre 1840 i 1940, sent les menys comunes i les més elaborades les que poden tenir valor en el mercat del col·leccionisme. Sumat a això, diverses nines xineses de diferent qualitat han estat fabricades des de mitjans de segle xx als Estats Units d'Amèrica i al Japó.

## Història
Les nines xineses antigues van ser principalment produïdes a Alemanya entre 1840 i 1940, amb el període de major popularitat situat entre 1840 i 1890, sent d'altra banda les nines de bescuit (sense esmaltar) molt populars després de 1850. Harper's Bazaar es va referir a les nines xineses com «antiquades» el 1873, si bé la producció d'aquestes nines va continuar amb èxit ja entrat el segle xx. De la mateixa manera, els caps de les nines xineses van ser produïdes en massa, arribant a ser milions, sent algunes de les empreses manufactureres Kestner; Conta & Boehme; Alt, Beck & Gottschalck; i Hertwig. Altres companyies alemanyes incloïen a Kling, Kister, KPM i Meissen. Així mateix, aquestes nines també eren produïdes a Txecoslovàquia (Schlaggenwald), Dinamarca (Royal Copenhaguen), França (Barrois, Jacob Petit), Polònia (Tielsch) i Suècia (Rörstrand). Les primeres nines xineses conegudes van ser fabricades per Kestner, KPM, Meissen i Royal Copenhagen.
Les més antigues representaven, en general, dones adultes. Des d'aproximadament la dècada del 1850 en endavant, les nines xineses amb aspecte de nena es van tornar molt populars. Així mateix, les nines d'aquest tipus amb el cabell ros van ser més predominants cap a finals de segle xix, mostrant pentinats contemporanis, amb profusió de rínxols, cintes i diademes.

## Característiques de les nines
Una típica nina xinesa té un cap fet de porcellana blanca esmaltada, cabell modelat pintat i trets facials també pintats, amb l'esmaltat atorgant a la nina un aspecte llustrós. El cap està en general unit al cos mitjançant tela o cuir, algunes vegades amb braços i cames de porcellana (els cossos d'algunes de les primeres nines xineses eren de fusta i articulats). De la mateixa manera, algunes parts eren venudes per separat per tal que els clients poguessin crear la seva pròpia nina. Algunes nines de porcellana amb cos de tela podien mesurar més de 76 cm d'alçada, mentre que altres mesuraven gairebé 7,5 cm. Per la seva banda, algunes altres, com les nines Frozen Charlotte, estaven realitzades enterament en porcellana, amb el cap i el cos formant una única peça, sense articulacions. Aquestes nines mesuraven al seu torn entre 2,5 i 46 cm d'alçada.

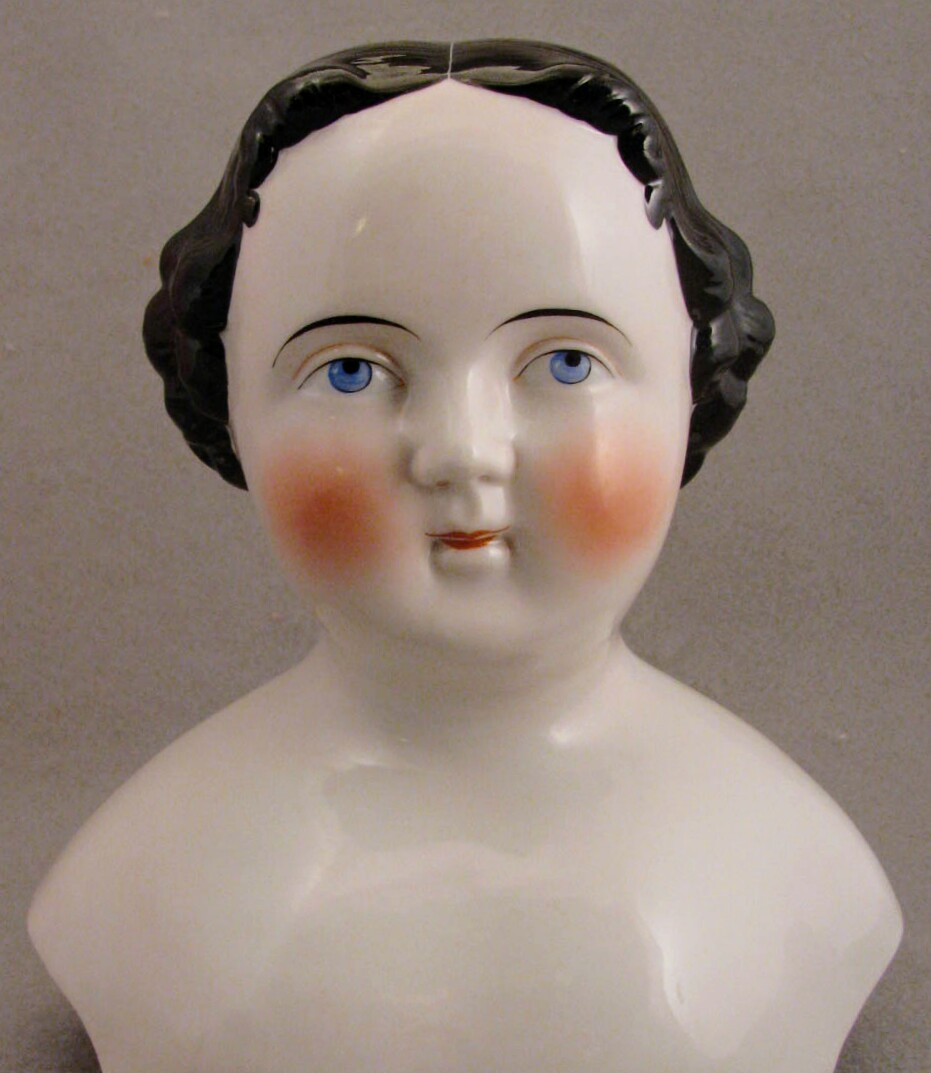
Nina xinesa alemanya de la dècada del 1860
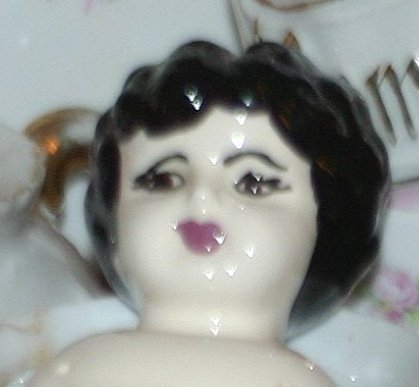
Reproducció d'un cap mal pintat amb aspecte característic d'una nina xinesa de la dècada del 2000

Les nines xineses poc comunes i molt elaborades tenen valor en el món del col·leccionisme. La majoria d'aquest tipus de nines no tenen cap marca o, únicament, posseeixen una marca que indica la mida (les manufacturades per Alt, Beck & Gottschalck incloïen a vegades el nombre del model i la mida). Per la seva banda, les nines de Rorstrand estaven generalment marcades amb la lletra del model i la mida a la part inferior frontal de l'espatlla, mentre que els productes de KPM, Meissen i Royal Copenhagen portaven les marques de l'empresa.
Les nines parian són similars a les nines xineses en el fet que els caps estan fets de porcellana, tot i que les nines parian no estan esmaltades, lluint un acabat mat. Amb un cos semblant al de les nines xineses, les nines parian també van ser fetes a Alemanya entre les dècades del 1860 i 1880.

## Reproduccions de nines xineses
A mitjan segle xx es va produir el ressorgiment de la popularitat de les nines xineses quan van ser reproduïdes als Estats Units d'Amèrica per part de, entre d'altres, Ruth Gibbs a Nova Jersey, i Emma Clear i Mark Farmer a Califòrnia. A partir de la dècada del 1930, Emma Clear va obtenir el reconeixement per l'alta qualitat i el fi acabat de les seves reproduccions de caps de nines xineses. Així mateix, Emma Clear va produir algunes nines totalment originals, incloent representacions de George i Martha Washington a l'estil de les nines xineses antigues.
Alguns entusiastes van adquirir o fabricar motlles a partir de nines antigues i van crear reproduccions en ceràmica (en general, aquestes versions casolanes solen tenir poca qualitat pel que fa a la pintura així com exhibir esquerdes en l'esmalt a causa d'una mala tècnica de cocció). Una altra forma d'identificar una reproducció és el costum que aquestes noves versions estiguin signades amb el nom de qui les va crear i acompanyades, o no, d'una data (les nines xineses originals no solien incloure cap marca d'aquest estil).
Hi ha així mateix nombrosos models de nines xineses realitzades al Japó al segle xx. Aquestes nines solien estar etiquetades amb adhesius fàcilment desprendibles (col·locats a l'interior del cap), sent sovint confoses amb les seves predecessores alemanyes. Companyies als Estats Units d'Amèrica com Shackman, Brinn i A.A. Importing Company van distribuir aquestes nines, anunciant per la seva banda The Standard Doll Co aquestes nines en la dècada del 1970.